# Visingsö
Visingsö è un'isola lacustre – la più vasta d'Europa – situata nella parte meridionale del lago Vättern in Svezia. È lunga 14 km e larga circa 3, la sua superficie totale è di 25 km².
L'isola si trova 30 km a nord della città di Jönköping e 6 km ad ovest di Gränna. Da entrambe le città è attivo un servizio di traghetti per Visingsö.
È meta turistica e sede di alcuni cantieri navali per barche da diporto molto rinomati non solo in Svezia.

## Storia
Nel XII e XIII secolo, il Castello di Näs, all'estremità meridionale dell'isola, era la residenza della monarchia svedese. Quattro re svedesi sono morti lì: Carlo VII di Svezia, Erik X di Svezia, Giovanni I di Svezia, e Magnus III di Svezia.
Inoltre nel XVII secolo la potente famiglia Brahe risiedeva a Visingsborg, un castello nella parte orientale dell'isola. 
Entrambi i castelli sono ora in rovina.